# Anthidiellum butarsis
Anthidiellum butarsis là một loài Hymenoptera trong họ Megachilidae. Loài này được Griswold mô tả khoa học năm 2001.